# Ângela Âncora da Luz
Ângela Azevedo Silva Balloussier Âncora da Luz, conhecida simplesmente como Ângela Âncora da Luz é uma historiadora, crítica de arte, professora e pesquisadora brasileira de artes plásticas.

## Biografia
Fez sua formação acadêmica até o doutorado em História Social na Universidade Federal do Rio de Janeiro, e a partir de 1976 lecionou História da Arte na Escola de Belas Artes da UFRJ, da qual foi diretora entre 2002 e 2010. Colaborou na reforma do Museu Dom João VI, criou os cursos de História da Arte e Conservação e Restauro e foi uma das idealizadoras da Bienal da Escola de Belas Artes. Como docente contribuiu para a formação de novos pesquisadores. Segundo a pesquisadora Ana Cavalcanti, que foi sua aluna, e a quem credita o despertar de seu interesse pela história da arte, "suas aulas eram todas apaixonantes, ela era muito entusiasmada pela história da arte. Então, adorávamos suas aulas".
Sua linha de pesquisa se concentra na Arte Moderna e Contemporânea. Coordenou o grupo de pesquisa Os vários expressionistas da arte moderna no Brasil observados nas salas especiais da Bienal de São Paulo durante os anos 50. Segundo o pesquisador Rodrigo Vivas, "a relevância do estudo dos salões de arte deve-se aos esforços de Ângela Ancora Luz, que destaca a importante função dessa instituição no processo de divulgação, discussão e formação de público e artistas", e na apreciação da pesquisadora Renata Zago, "Ângela Âncora da Luz foi responsável por uma contribuição decisiva para a história da arte ao chamar atenção para os salões de arte como importante objeto de pesquisa".
Entre as suas publicações se destacam os livros:
- Anna Letycia (Editora Edusp, 1998)
- Uma breve história dos salões de arte: da Europa ao Brasil (Editora Caligrama, 2005)
- Roberto Moriconi: vida e obra (Editora Caligrama, 2012)

É membro do Comitê Brasileiro de História da Arte, do Instituto Histórico e Geográfico do Rio de Janeiro (IHGRJ), da Associação Internacional de Críticos de Arte, e da Associação Brasileira de Críticos de Arte (ABCA). No IHGRJ foi membro do Conselho Editorial e da Comissão de Redação da Revista na gestão 2013-2014. Na ABCA assumiu um posto na Comissão de Credenciais nas gestões 2019-2021 e 2022-2024.

## Reconhecimento
Em 2006 recebeu da ABCA o Prêmio Sérgio Miliet de pesquisa publicada, pelo livro Uma Breve História dos Salões de Arte. Da Europa ao Brasil. Em 2013 foi eleita para a Academia Brasileira de Arte, e no mesmo ano recebeu o Prêmio Gonzaga Duque da ABCA pela atuação como crítica de arte. Em 2019 recebeu da ABCA o Prêmio Mário de Andrade pela sua trajetória como crítica de arte.
Em 2021 foi distinguida pela UFRJ com a Medalha Minerva de Mérito Acadêmico, concedida a professores "que se destacam por seu empenho e relevância acadêmica nas áreas de ensino, pesquisa e extensão". Na ocasião, Madalena Grimaldi, diretora da EBA, disse que "essa homenagem faz jus à relevante carreira acadêmica da professora Ângela e reflete a atuação e empenho de mais de 30 anos de docência na UFRJ. Ela dirigiu a EBA com muita presteza e empatia com estudantes e professores".